# Seiko Celebration
『Seiko Celebration』（セイコ・セレブレイション）は、松田聖子のベスト・アルバム。1998年7月18日発売。発売元はSony Records。

## 解説
Sony Recordsからマーキュリー・ミュージックエンタテインメント（現・ユニバーサルミュージック）に移籍後、Sony Recordsから発売された。ディスコグラフィにも掲載されている、公式アイテム。
本作、次作『Seiko '96-'98』（マーキュリー・ミュージックエンタテインメント在籍時の作品をまとめたベスト）、次々作『Ballad 〜20th Anniversary』（バラードを集めたコンピレーション・アルバム）と、3作連続ベスト・アルバムが発表された。
CDジャケットでは、シングル「大切なあなた」（1993年4月21日）ジャケット写真の別カットを使用している。
Sony Records在籍時（1980年から1995年）の間にリリースされた楽曲から、「ウェディング」をイメージさせるものを集めたコンピレーション・アルバム。オリジナルカラオケ・ディスク付の2枚組。
当作発売の2ヶ月ほど前には、松田自身が歯科医の男性と電撃再婚した。
2006年7月19日に発売された、74枚組CD BOX『Seiko Matsuda』に、デジタル・リマスタリング仕様、かつLPサイズジャケットにリニューアルされて同梱された。リマスター盤の個別販売はない。

## 収録曲

### Disc 1
1. 大切なあなた　（4:24）
  - 作詞:Seiko Matsuda
  - 作曲:Seiko Matsuda・Ryo Ogura　編曲:Yuji Toriyama
2. 輝いた季節へ旅立とう　（4:55）
  - 作詞:Meg.C
  - 作曲:Seiko Matsuda・Ryo Ogura　編曲:Yuji Toriyama
3. Paradise　（4:43）
  - 作詞:Seiko Matsuda
  - 作曲:Seiko Matsuda・Ryo Ogura　編曲:Yuji Toriyama
  - アルバム『Sweet Memories'93』（1992年12月2日）収録
4. あなたのすべてになりたい　（4:17）
  - 作詞:Seiko Matsuda
  - 作曲:Seiko Matsuda・Ryo Ogura　編曲:Yuji Toriyama
  - アルバム『1992 Nouvelle Vague』（1992年3月25日）からシングルカット。
5. Forever Love　（4:10）
  - 作詞:Seiko Matsuda　作曲・編曲:大村雅朗
  - アルバム『Precious Moment』（1989年12月6日）に収録
6. 未来の花嫁　（4:21）
  - 作詞:松本隆　作曲:財津和夫　編曲:大村雅朗
  - アルバム『Candy』（1982年11月10日）収録
7. さざなみウェディングロード　（4:35）
  - 作詞:来生えつこ　作曲:杉真理　編曲:大村雅朗
  - アルバム『The 9th Wave』（1985年6月5日）収録
8. Only My Love　（4:11）
  - 作詞:三浦徳子　作曲・編曲:信田かずお
  - アルバム『North Wind』（1980年12月1日）収録
9. Angel Tears　（5:12）
  - 作詞:吉元由美　作曲:杏里　編曲:井上鑑
  - シングル「旅立ちはフリージア」（1988年9月7日）のB面。
10. 赤いスイートピー　（3:39）
  - 作詞:松本隆　作曲:呉田軽穂　編曲:松任谷正隆
  - 「スイートピー」の花言葉は「恋の楽しみ」「門出」「別離」など。

### Disc 2
- Disc 1収録楽曲のオリジナル・カラオケ